# Белуно (округ)
Округ Белуно (итал. Provincia di Belluno) је округ у оквиру покрајине Венето у североисточној Италији. Седиште округа покрајине и највеће градско насеље је истоимени град Белуно.
Површина округа је 3.678 км², а број становника 213.851 (2008. године).

## Природне одлике
Округ Белуно се налази у североисточном делу државе. На северу округа се налази државна граница са Аустријом. Округ је посебан у Венету као једини изразито планински и алпски. На југу округа се налзи нижи Доломити, а на северу виши Кранијски Алпи. Средином протиче река Пјава, чија је долина густо насељена и привредно најванија у округу.

## Становништво
По последњим проценама из 2008. године у округу Белуно живи више више од 210.000 становника. Густина насељености је мала, испод 60 ст/км². једино густо насељено подручје је долина Пјаве.
Поред претежног италијанског становништва у округу живе Ладини.

## Општине и насеља
У округу Белуно постоји 69 општине (итал. Comuni).
Најважније градско насеље и седиште округа је град Белуно (36.000 становника). Други по велиини град је Фелтре на југу округа.